# 和歌山県道112号九重名倉線
和歌山県道112号九重名倉線（わかやまけんどう112ごう くじゅうなぐらせん）は、和歌山県橋本市を通る一般県道である。

## 概要
橋本市高野口町九重から橋本市高野口町名倉に至る。
全線にかけて大部分が1車線以下であり、主に山を通る道だが、周囲には農地や集落があるため、生活道路として地元住民が利用している。また、途中には橋本市立信太小学校があるため、通学路として地元の小学生が利用している。

### 路線データ
- 起点：和歌山県橋本市高野口町九重
- 終点：和歌山県橋本市高野口町名倉（和歌山県道113号高野口停車場線交点）
- 実延長：6.098 km

## 路線状況

### 道路施設

#### 橋梁
- 松尾橋（東谷川、橋本市）

## 地理

### 通過する自治体
- 和歌山県
  - 橋本市

### 交差する道路
| 交差する道路                  | 交差する場所 | 交差する場所 |
| ----------------------------- | ------------ | ------------ |
| 国道24号 / E24 橋本道路       | 高野口町大野 | [ 注釈 1 ]   |
| 和歌山県道113号高野口停車場線 | 高野口町名倉 | 終点         |

### 交差する鉄道
- 和歌山線

### 沿線
- 橋本市立信太小学校
- 橋本市立高野口小学校
- JR西日本和歌山線 高野口駅（終点付近）